# Jason Bond
Jason Bond (...) è un aracnologo ed entomologo statunitense.
Ha frequentato gli studi universitari presso la Western Carolina University di Cullowhee laureandosi in biologia nel 1993. Successivamente è andato alla Virginia Polytechnic Institute and State University a conseguire il suo master in biologia nel 1995 e il dottorato in Sistematica e genetica Evolutiva nel 1999.
Professore di entomologia e dottore in "Sistematica degli insetti" presso l'UC Davis. In precedenza è stato professore di biologia, presidente del Dipartimento di Scienze biologiche e direttore del Museo di Storia naturale dell'Università di Auburn
Quando era professore associato presso il Dipartimento di Biologia della East Carolina University di Greenville, scoprì il ragno Myrmekiaphila neilyoungi e numerose specie del genere Aptostichus.
Il 6 agosto 2008 è stato invitato al talk show The Colbert Report e, in onore del conduttore della trasmissione, Stephen Colbert, ha denominato un ragno da lui scoperto: Aptostichus stephencolberti.

## Taxa descritti

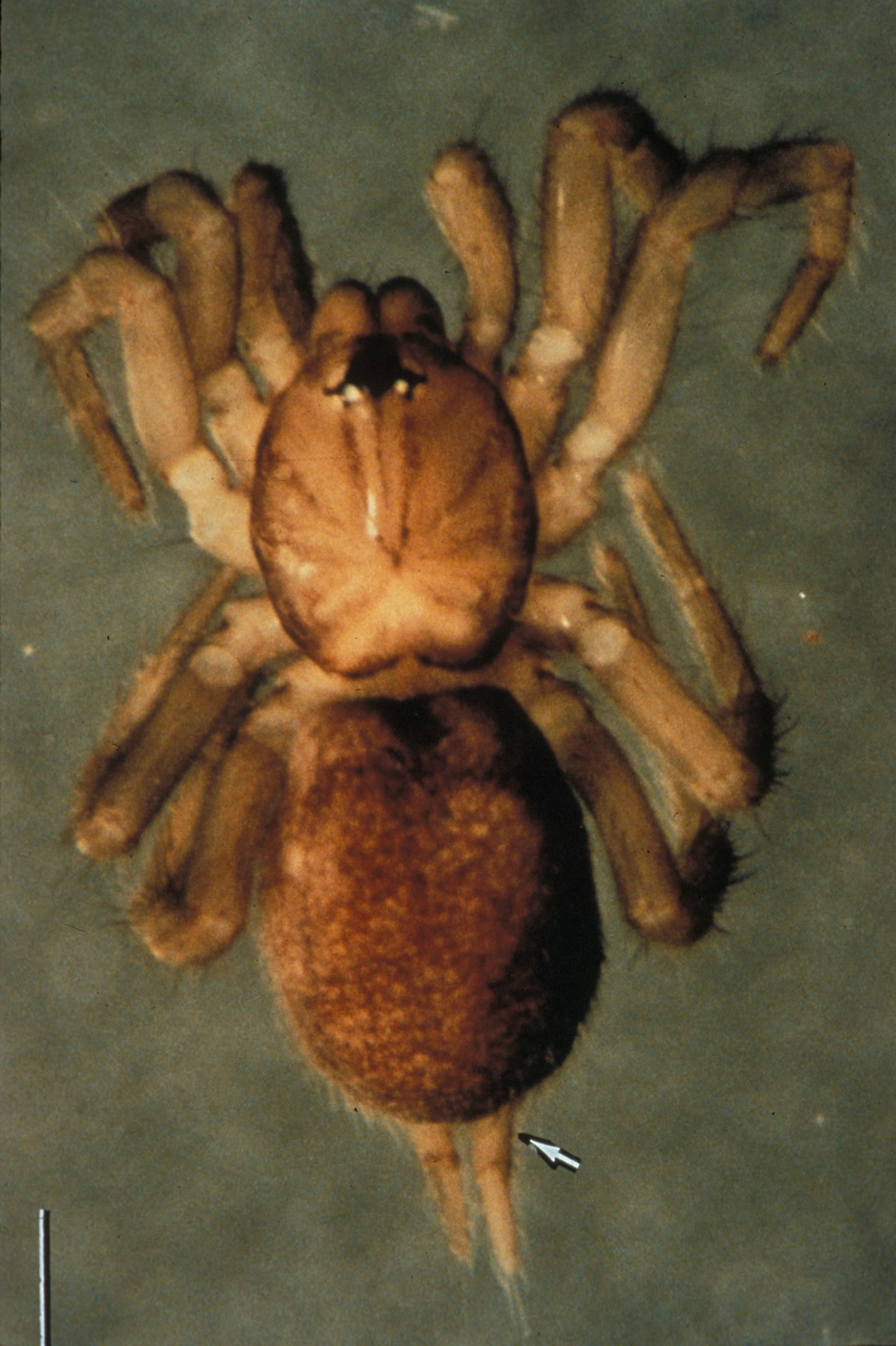
Microhexura montivaga

Di seguito, alcuni taxa descritti da Jason Bond:
1. Entypesidae Bond, Opatova & Hedin, 2020, famiglia di ragni
2. Hexurellidae Hedin & Bond, 2019, famiglia di ragni
3. Megahexuridae Hedin & Bond, 2019, famiglia di ragni
4. Microhexuridae Bond, Opatova & Hedin, 2020, famiglia di ragni
5. Porrhothelidae Hedin & Bond, 2018, famiglia di ragni
6. Stasimopidae Bond, Opatova & Hedin, 2020, famiglia di ragni

## Taxa denominati in suo onore
1. Artoria bondi Framenau & Baehr, 2018, ragno appartenente alla famiglia Lycosidae
2. Centroina bondi (Platnick, 2000), ragno appartenente alla famiglia Lamponidae
3. Longepi bondi Platnick, 2000, ragno appartenente alla famiglia Lamponidae
4. Ozarchaea bondi Rix, 2006, ragno appartenente alla famiglia Malkaridae
5. Storenosoma bondi Milledge, 2011, ragno appartenente alla famiglia Amaurobiidae
6. Tinytrema bondi Platnick, 2002, ragno appartenente alla famiglia Trochanteriidae

| Bond è l'abbreviazione standard utilizzata per le specie animali descritte da Jason Bond. Categoria:Taxa classificati da Jason Bond |

## Opere e pubblicazioni
Di seguito l'elenco delle principali pubblicazioni aracnologiche:
- Bond, J. E. & Opell, B. D., 2002 - Phylogeny and taxonomy of the genera of south-western North American Euctenizinae trapdoor spiders and their relatives (Araneae: Mygalomorphae: Cyrtaucheniidae). Zoological Journal of the Linnean Society vol.136: pp.487-534. PDF
- Bond, J. E., 2004 - Systematics of the Californian euctenizine spider genus Apomastus (Araneae: Mygalomorphae: Cyrtaucheniidae): the relationship between molecular and morphological taxonomy. Invertebrate Systematics vol.18(4): pp.361-376. PDF
- Bond, J. E. & Stockman, A. K., 2008 - An integrative method for delimiting cohesion species: finding the population-species interface in a group of Californian trapdoor spiders with extreme genetic divergence and geographic structuring. Systematic Biology vol.57: pp.628-646. PDF
- Bond, J. E., 2012 - Phylogenetic treatment and taxonomic revision of the trapdoor spider genus Aptostichus Simon (Araneae, Mygalomorphae, Euctenizidae). ZooKeys n.252: pp.1-209. PDF
- Bond, J. E., Hendrixson, B. E., Hamilton, C. A. & Hedin, M., 2012b - A reconsideration of the classification of the spider infraorder Mygalomorphae (Arachnida: Araneae) based on three nuclear genes and morphology. PLoS One vol.7(6): e38753. PDF
- Wheeler, W. C., Coddington, J. A., Crowley, L. M., Dimitrov, D., Goloboff, P. A., Griswold, C. E., Hormiga, G., Prendini, L., Ramírez, M. J., Sierwald, P., Almeida-Silva, L. M., Álvarez-Padilla, F., Arnedo, M. A., Benavides, L. R., Benjamin, S. P., Bond, J. E., Grismado, C. J., Hasan, E., Hedin, M., Izquierdo, M. A., Labarque, F. M., Ledford, J., Lopardo, L., Maddison, W. P., Miller, J. A., Piacentini, L. N., Platnick, N. I., Polotow, D., Silva-Dávila, D., Scharff, N., Szuts, T., Ubick, D., Vink, C., Wood, H. M. & Zhang, J. X., 2017 - The spider tree of life: phylogeny of Araneae based on target-gene analyses from an extensive taxon sampling. Cladistics vol.33(6): pp.576-616. PDF
- Godwin, R. L., Opatova, V., Garrison, N. L., Hamilton, C. A. & Bond, J. E., 2018 - Phylogeny of a cosmopolitan family of morphologically conserved trapdoor spiders (Mygalomorphae, Ctenizidae) using Anchored Hybrid Enrichment, with a description of the family, Halonoproctidae Pocock 1901. Molecular Phylogenetics and Evolution vol.126: pp.303-313 PDF
- Hedin, M., Derkarabetian, S., Ramírez, M. J., Vink, C. & Bond, J. E., 2018a - Phylogenomic reclassification of the world’s most venomous spiders (Mygalomorphae, Atracinae), with implications for venom evolution. Scientific Reports vol.8(1636): pp.1-7 PDF
- Bond, J. E. & Lamb, T., 2019 - A new species of Pionothele from Gobabeb, Namibia (Araneae, Mygalomorphae, Nemesiidae). ZooKeys n.851: pp.17-25. PDF
- Hedin, M., Derkarabetian, S., Alfaro, A., Ramírez, M. J. & Bond, J. E., 2019 - Phylogenomic analysis and revised classification of atypoid mygalomorph spiders (Araneae, Mygalomorphae), with notes on arachnid ultraconserved element loci. PeerJ vol.7(e6864): pp.1-24 PDF
- Bond, J. E., Hamilton, C. A., Godwin, R. L., Ledford, J. M. & Starrett, J., 2020 - Phylogeny, evolution, and biogeography of the North American trapdoor spider family Euctenizidae (Araneae: Mygalomorphae) and the discovery of a new 'endangered living fossil' along California's central coast. Insect Systematics and Diversity vol.4(5, 2): pp.1-14. PDF
- Opatova, V., Hamilton, C. A., Hedin, M., Montes de Oca, L., Král, J. & Bond, J. E. 2020. Phylogenetic systematics and evolution of the spider infraorder Mygalomorphae using genomic scale data. Systematic Biology vol.69(4): pp.671-707 PDF